# ラ・ルナ・サングレ
『ラ・ルナ・サングレ』（スペイン語： La Luna Sangre）は、2017年のフィリピンのテレビドラマ。

## キャラクターとキャスト
マリア・ロドリゲス / エミリオ・「ミヨ」・D.・アルカンタラ / トニー・ルーマカド
演 - キャスリン・ベルナルド
トリスタン・トーラルバ
演 - ダニエル・パディーヤ
サンドリーノ・M・ビヤロボ / ギルバート・インペリアル / シュプレモ
演 - リチャード・グティエレス
ハシンタ・マグササイ
演 - エンジェル・ロクシン